# Pomatocalpa diffusum
Pomatocalpa diffusum là một loài thực vật có hoa trong họ Lan. Loài này được Breda miêu tả khoa học đầu tiên năm 1830.